# ديفيد أندرسون
ديفيد أندرسون (بالإنجليزية: David Andersen)‏ مواليد 23 يونيو 1980، هو لاعب كرة سلة أسترالي يلعب مع فريق أسفيل باسكت في الدوري الفرنسي لكرة السلة الدرجة الأولى ويحمل الرقم 13. يبلغ طوله 6 قدم 11 بوصة (2.1 م).

## فرق لعب لها
- نادي سسكا موسكو لكرة السلة
- نادي برشلونة لكرة السلة
- هيوستن روكتس
- تورونتو رابتورز
- نيو أورلينز بيليكانز
- فنربخشة لكرة السلة

## الميداليات
| الميدالية | المسابقة                             |
| --------- | ------------------------------------ |
| ذهبية     | بطولة أمم أوقيانوسيا لكرة السلة 2003 |
| ذهبية     | بطولة أمم أوقيانوسيا لكرة السلة 2005 |
| ذهبية     | بطولة أمم أوقيانوسيا لكرة السلة 2007 |
| ذهبية     | بطولة أمم أوقيانوسيا لكرة السلة 2013 |

## روابط خارجية
- ديفيد أندرسون على موقع الاتحاد الدولي لكرة السلة (الإنجليزية)
- ديفيد أندرسون على موقع الدوري الأوروبي لكرة السلة (الإنجليزية)
- ديفيد أندرسون على موقع إن بي أي (الإنجليزية)
- ديفيد أندرسون على موقع سبورتس رفرنس (الإنجليزية)
- ديفيد أندرسون على موقع الدوري الإسباني لكرة السلة (الإسبانية)
- ديفيد أندرسون على موقع كرة السلة الأوروبية.كوم (الإنجليزية)
- ديفيد أندرسون على موقع ريلجم (الإنجليزية)
- ديفيد أندرسون على موقع بروبوليرز (الإنجليزية)
- ديفيد أندرسون على موقع سبورتس رفرنس (الإنجليزية)
- ديفيد أندرسون على موقع اللجنة الأولمبية الدولية (الإنجليزية)